# Gampong Blang (Langsa Kota)
Gampong Blang is een bestuurslaag in het regentschap Langsa van de provincie Atjeh, Indonesië. Gampong Blang telt 3322 inwoners (volkstelling 2010).